# Mineros
Mineros är en ort i Bolivia.   Den ligger i departementet Santa Cruz, i den centrala delen av landet, 300 km nordost om huvudstaden Sucre. Mineros ligger 258 meter över havet och antalet invånare är 14 385.
Terrängen runt Mineros är mycket platt, och sluttar norrut. Det finns inga andra samhällen i närheten.
Omgivningarna runt Mineros är en mosaik av jordbruksmark och naturlig växtlighet. Runt Mineros är det ganska glesbefolkat, med 23 invånare per kvadratkilometer.